# Coline Mattel
Coline Mattel (* 3. November 1995 in Sallanches) ist eine ehemalige französische Skispringerin.

## Werdegang
Coline Mattel startete für Les Contamines Montjoie. Schon im Alter von elf Jahren gab sie ihr Debüt in einem Continental-Cup-Springen, in Schonach wurde sie 37. Kurz darauf nahm sie an den Junioren-Weltmeisterschaften in Tarvisio teil und wurde 18. Ein Jahr später wurde sie in Zakopane nur 31. Dazwischen lagen etwa ein halbes Dutzend Continental-Cup-Springen, bei denen sie nie in die Punkteränge kam. Die ersten Punkte gewann sie als 16. im November 2008 bei einem Sommer-Springen in Oberstdorf. Die ersten Punkte im Winter gewann sie als 25. im Januar 2008 in Schonach. Nur zehn Tage später erreichte Mattel in Toblach als Achtplatzierte erstmals ein einstelliges Ergebnis. Sie sprang bei den OPA-Spiele in Bois-d’Amont 2008 auf den neunten Platz. Bei der Juniorenweltmeisterschaft 2009 in Štrbské Pleso gewann die Französin hinter Magdalena Schnurr und Anna Häfele die Bronzemedaille. Sehr erfolgreich verliefen auch die Nordischen Skiweltmeisterschaften 2009 in Liberec, wo Mattel den fünften Rang erreichte, nachdem sie nach dem ersten Durchgang noch auf dem Bronzerang lag. Sie gewann bei den OPA-Spiele in Baiersbronn 2009 die Goldmedaille. Bei der Juniorenweltmeisterschaft 2010 in Hinterzarten gewann sie die Silbermedaille. Anfang des Jahres 2011 gewann sie die Gesamtwertung des FIS Ladies Grand Prix. 2011 gewann sie im estnischen Otepää die Goldmedaille bei der Juniorenweltmeisterschaft. Bei der Nordischen Skiweltmeisterschaft 2011 in Oslo gewann sie die Bronzemedaille.
Am 3. Dezember 2011 gab sie ihr Debüt im ersten Weltcup der Frauen im norwegischen Lillehammer und belegte den zweiten Platz. Bei der Juniorenweltmeisterschaft 2012 in Erzurum wurde sie im Einzel Sechste und im Team Fünfte. In der Weltcup-Saison 2012/13 konnte sie beim Weltcupspringen in Sotschi mit gleicher Punktzahl wie Daniela Iraschko ihren ersten Sieg feiern. Ihren zweiten Weltcup-Sieg setzte sie am 2. Februar 2013 im japanischen Sapporo. Bei den Olympischen Winterspielen 2014 gewann sie im erstmals ausgetragenen Damenspringen auf der Normalschanze die Bronzemedaille.
Im März 2018 beendete sie ihre Karriere. Dennoch nahm sie an den französischen Meisterschaften 2022 teil und belegte dabei den fünften Rang.

## Erfolge

### Weltcupsiege im Einzel
| Nr. | Datum            | Ort     | Typ           |
| --- | ---------------- | ------- | ------------- |
| 1.  | 9. Dezember 2012 | Sotschi | Normalschanze |
| 2.  | 2. Februar 2013  | Sapporo | Normalschanze |

### Continental-Cup-Siege im Einzel
| Nr. | Datum             | Ort          | Typ           |
| --- | ----------------- | ------------ | ------------- |
| 1.  | 19. Dezember 2010 | Notodden     | Normalschanze |
| 2.  | 12. Januar 2011   | Hinterzarten | Normalschanze |
| 3.  | 15. Januar 2011   | Braunlage    | Normalschanze |
| 4.  | 16. Januar 2011   | Braunlage    | Normalschanze |
| 5.  | 12. Februar 2011  | Zakopane     | Normalschanze |
| 6.  | 13. Februar 2011  | Zakopane     | Normalschanze |
| 7.  | 19. Juli 2011     | Szczyrk      | Normalschanze |
| 8.  | 13. August 2011   | Bischofsgrün | Kleinschanze  |
| 9.  | 14. August 2011   | Bischofsgrün | Kleinschanze  |

### National
| Französische Meisterschaften | Französische Meisterschaften | Französische Meisterschaften | Französische Meisterschaften |
| ---------------------------- | ---------------------------- | ---------------------------- | ---------------------------- |
| Gold                         | 2011 Chaux Neuve             | Gold                         |                              |
| Gold                         | 2012 Courchevel              | Gold                         |                              |

## Statistik

### Platzierungen
| Saison  | WC-Platzierung | COC-Platzierung | FIS-Ladies-Grand-Prix | Ladies Cup    | Grand-Prix |
| ------- | -------------- | --------------- | --------------------- | ------------- | ---------- |
| 2007/08 | –              | 56              | 59                    | –             | –          |
| 2008/09 | –              | 26              | –                     | –             | –          |
| 2009/10 | –              | 14              | 8                     | –             | –          |
| 2010/11 | –              | 2               | 1                     | –             | –          |
| 2011/12 | 10             | 13              | –                     | 11 (Junioren) | –          |
| 2012/13 | 3              | –               | –                     | –             | 14         |
| 2013/14 | 8              |                 |                       |               | 2          |
| 2014/15 | 22             | 8               |                       |               |            |
| 2015/16 | 33             |                 |                       |               | 22         |